# 쓰네히사 왕비 마사코 내친왕

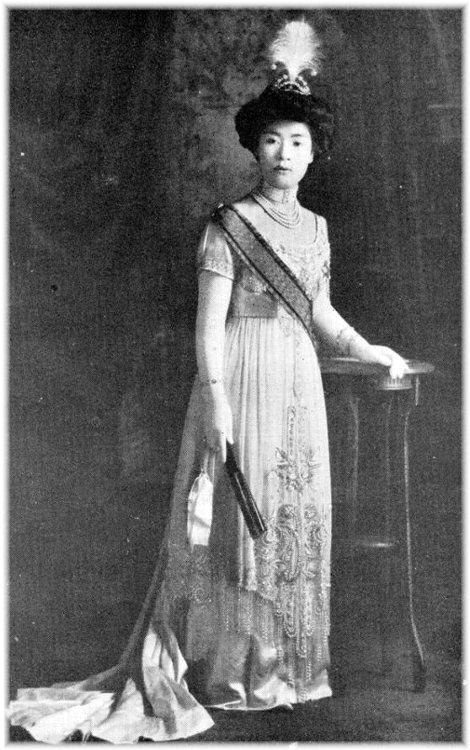
다케다노미야비

쓰네히사 왕비 마사코 내친왕(恒久王妃昌子内親王)은 일본의 황족이다. 혼인 전 이름은 쓰네노미야 마사코 내친왕(常宮昌子内親王). 다케다노미야 쓰네히사 왕비, 메이지 천황의 제6황녀이며 다이쇼 천황의 이복 동생이다. 모친은 소노 사치코. 작가 겸 헌법학자 다케다 쓰네야스의 증조모.